# Chiesa di Sant'Osvaldo (Garniga Terme)
La chiesa di Sant'Osvaldo è l'antica parrocchiale, poi divenuta cimiteriale nel 1940, dopo la costruzione della chiesa del Cuore di Gesù, la nuova parrocchiale di Garniga Terme in Trentino. Fa parte della zona pastorale di Trento e risale al XIV secolo.

## Storia

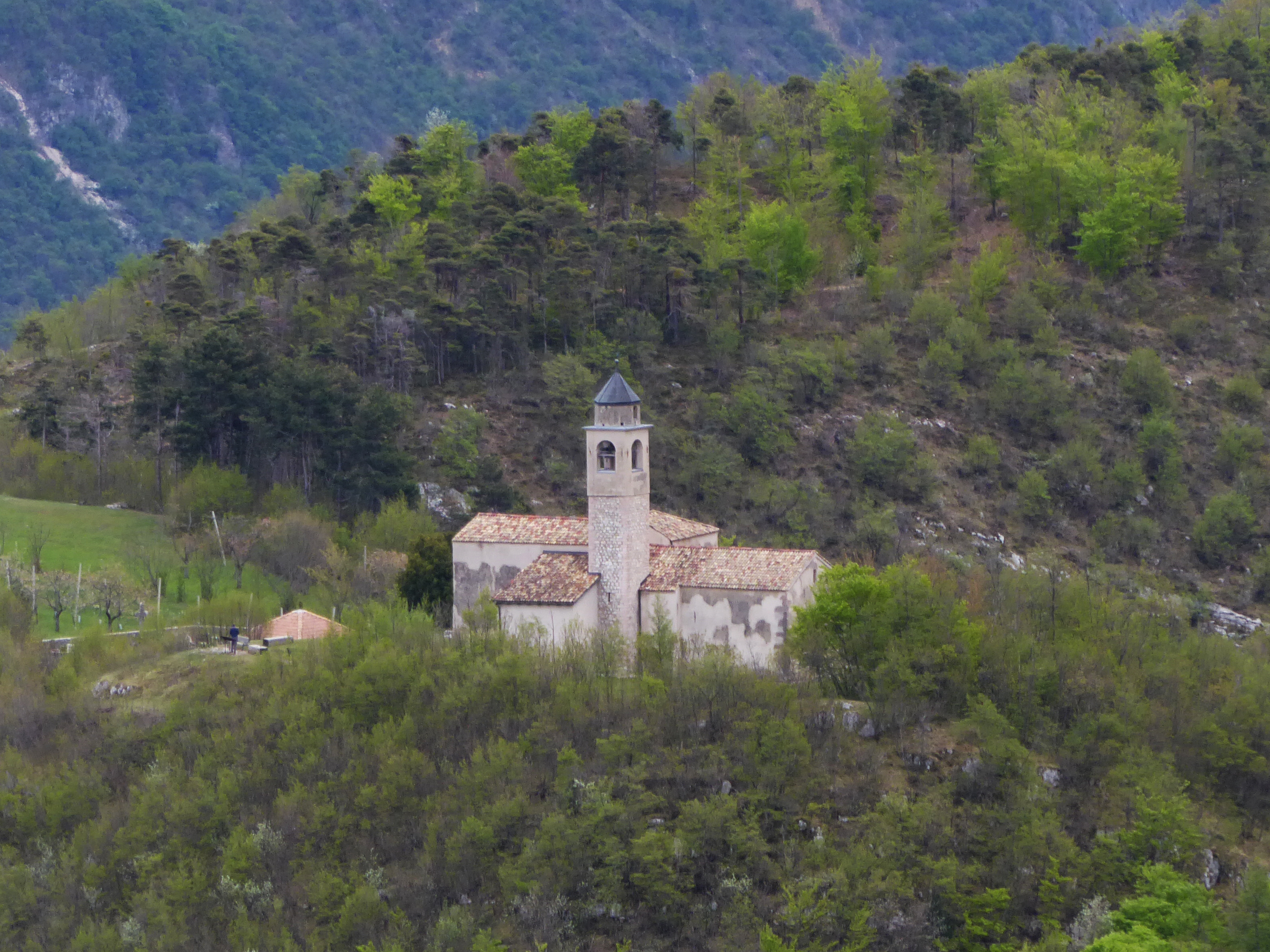
La chiesa vista da Garniga Vecchia

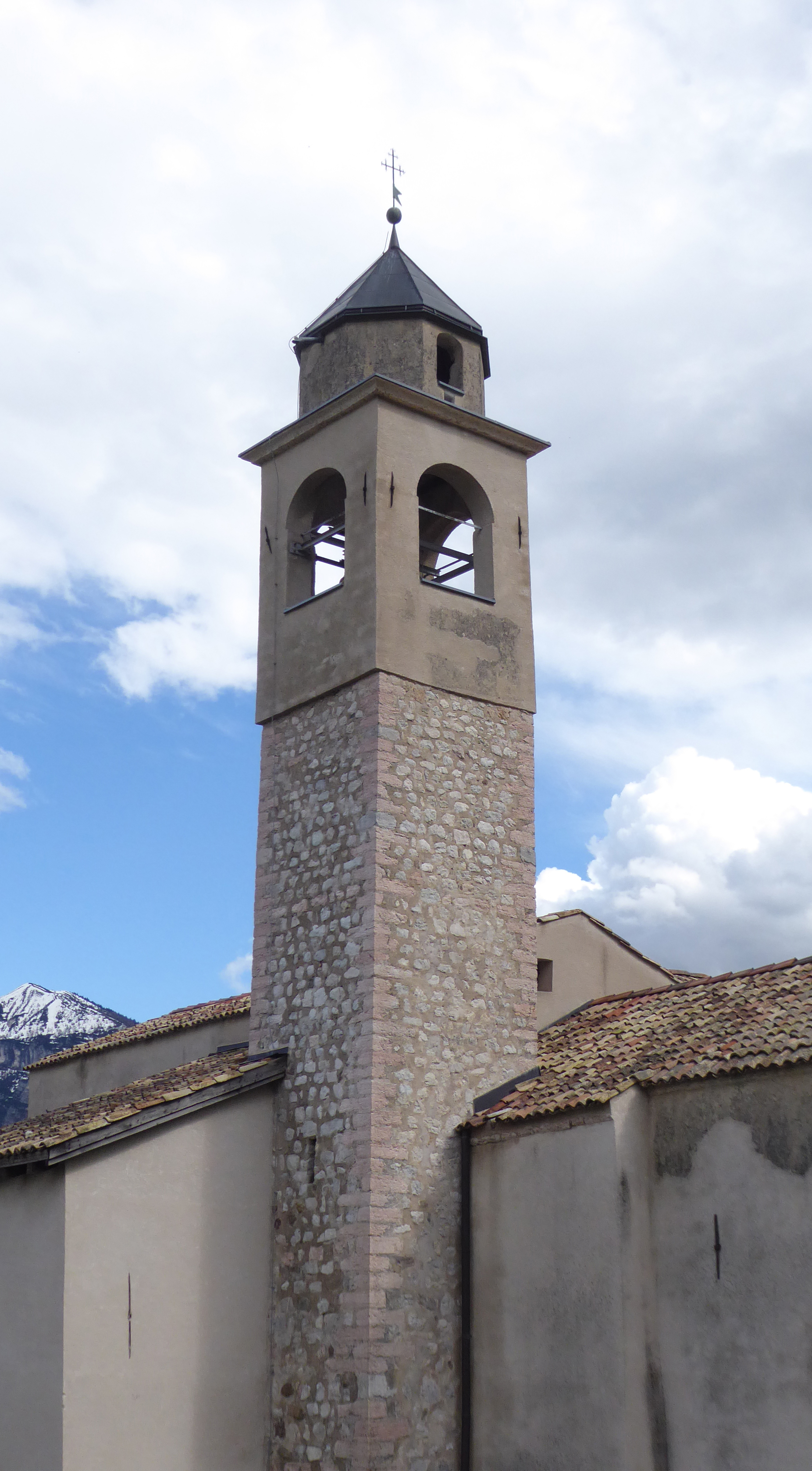
Il campanile

La chiesa venne citata una prima volta nel 1377 su un documento che trattava di indulgenze. In quell'occasione fu indicata come legata alla pieve della Maddalena di Trento e nello stesso anno venne consacrata.
Nei primi decenni del XVI secolo venne ampliata e la sua sala fu prolungata secondo l'asse est-ovest. A questa ristrutturazione seguì una seconda cerimonia di consacrazione, che fu celebrata nel periodo compreso tra il 1525 e il 1529.
Nella seconda metà del XVIII secolo fu oggetto di un altro intervento di ristrutturazione ed ampliamento che coinvolse anche la torre campanaria. All'edificio vennero aggiunti accessi secondari dei quali uno solo rimase agibile mentre nella torre campanaria furono sistemati pilastri lapidei. La sala inoltre venne allungata ulteriormente, sempre secondo l'asse esistente, e venne aggiunto, su progetto di Giovanni Antonio Caminada, il braccio del transetto sud.
Nel 1808, con la soppressione della parrocchia di Santa Maria Maddalena della quale era sussidiaria, entrò a far parte di quella di San Pietro. Da quel momento ebbe dignità curiaziale.
Nella prima metà del XIX secolo fu edificata la nuova sacrestia, posta sul lato destro dell'edificio. La sacrestia storica venne ristrutturata e divenne così il braccio nord del transetto, facendo assumere alla chiesa una pianta a croce latina. Uno degli ingressi laterali aperti il secolo precedente venne murato. Negli ultimi decenni del secolo, in seguito ad una donazione dell'imperatore Francesco Giuseppe I d'Austria di 200 fiorini, venne rifatta la copertura del tetto.
all'inizio degli anni dieci del XX secolo venne realizzato un ingresso riservato ai soli uomini.
Ottenne dignità parrocchiale il 26 gennaio 1920 con atto del vescovo di Trento Celestino Endrici.
A partire dagli anni quaranta, con la costruzione della nuova chiesa di Garniga, perse la dignità parrocchiale, venne privata degli altari, spostati nel nuovo tempio, e ulteriormente danneggiata e saccheggiata nel 1962 da militari dell'esercito italiano che alloggiarono nella canonica e utilizzarono come legna da ardere gli infissi dell'edificio. La chiesa in seguito cadde in uno stato di grave degrado.
Nella seconda metà degli anni sessanta si ricominciò a pensare al suo restauro grazie all'interessamento di Nicolò Rasmo e di monsignor Francesco Manara e i lavori vennero ultimati nel 1971. Un ulteriore ciclo di restauri è stato realizzato entro il 2002.

## Chiesa del Cuore di Gesù
A partire dal 1938, dopo lunghi preparativi per recuperare fondi e materiali, e dopo aver acquisito anche il sito adatto per la sua costruzione, si cominciò ad erigere la nuova chiesa del Cuore di Gesù. La prima pietra fu posata e benedetta dal decano di Villa Lagarina don Giovanni Gosetti il 5 maggio 1839. I lavori furono ultimati nel 1940, quando altar maggiore e altari laterali furono spostati nella nuova parrocchiale dalla storica chiesa di Sant'Osvaldo.

## Descrizione
L'antico edificio si trova isolato su uno sperone roccioso, il Dos dei nozi, circondato dai resti delle murature che sostenevano il sagrato.